# Monique Bons
Monique Bons (29 juli 1969) is een Nederlands zitvolleybalster.
Bons kwam in 2004 uit voor Nederland op de Paralympische Zomerspelen 2004 in Athene, waar zij met het team zilver behaalde. Zij werd diverse malen wereld- en Europees kampioen met het Nederlands team, het laatst in 2005.
Door een ongeval in 1993 liep ze een dubbele bekkenfractuur en gecompliceerd letsel aan beide benen op. Voor één onderbeen was een amputatie noodzakelijk.
In het dagelijks leven was Bons secretaresse en studeerde na de paralympics voor doventolk en later voor lerares Nederlands. Bons heeft twee zonen en woont in Arnhem met haar man. Bons speelde na 2005 nog recreatief zitvolleybal bij Gesposs in Oss.
In 2013-2014 en 2014-2015 speelde ze bij Ravenstein en Volleer. In november 2015 ging ze als reserve mee naar het EK, omdat de selectie even krap was.
In 2017 heeft ze de zitvolleybaltak opgericht in Arnhem bij Aetos, voorheen Volar. In 2019 had Aetos 2 zitvolleybalteams.  